# Luciolinae
Luciolinae zijn een onderfamilie van kevers uit de familie van de glimwormen (Lampyridae).

## Taxonomie
De volgende taxa zijn bij de onderfamilie ingedeeld:, 
- Tribus Curtosini McDermott, 1964
- Tribus Luciolini Lacordaire, 1857
  - Geslacht Abscondita Ballantyne, Lambkin & Fu in Ballantyne et al., 2013[3]
  - Geslacht Aquatica Fu, Ballantyne & Lambkin, 2010[4]
  - Geslacht Aquilonia Ballantyne in Ballantyne & Lambkin, 2009[5]
  - Geslacht Asymmetricata Ballantyne in Ballantyne & Lambkin, 2009[5]
  - Geslacht Atyphella Olliff, 1890[6]
  - Geslacht Australoluciola Ballantyne in Ballantyne & Lambkin, 2013[7]
  - Geslacht Colophotia Motschulsky, 1853[8]
  - Geslacht Convexa Ballantyne in Ballantyne & Lambkin, 2009[5]
  - Geslacht Curtos Motschulsky, 1845[9]
  - Geslacht Emarginata Ballantyne, 2019[10]
  - Geslacht Emeia Fu, Ballantyne & Lambkin, 2012[11]
  - Geslacht Inflata Boontop, 2015[12]
  - Geslacht Kuantana Ballantyne, 2019[10]
  - Geslacht Lampyroidea Costa, 1875[13]
  - Geslacht Lloydiella Ballantyne in Ballantyne & Lambkin, 2009[5]
  - Geslacht Luciola Laporte, 1833[14]
  - Geslacht Magnalata Ballantyne in Ballantyne & Lambkin, 2009[5]
  - Geslacht Medeopteryx Ballantyne in Ballantyne & Lambkin, 2013[7]
  - Geslacht Missimia Ballantyne in Ballantyne & Lambkin, 2009[5]
  - Geslacht Pacifica Ballantyne in Ballantyne & Lambkin, 2013[7]
  - Geslacht Photuroluciola Pic, 1931[15]
  - Geslacht Poluninius Ballantyne in Ballantyne & Lambkin, 2013[7]
  - Geslacht Pteroptyx E. Olivier, 1902[16]
  - Geslacht Pygatyphella Ballantyne, 1968[17]
  - Geslacht Pygoluciola Wittmer, 1939[18]
  - Geslacht Pyrophanes E. Olivier, 1885[19]
  - Geslacht Sclerotia Ballantyne, 2016[20]
  - Geslacht Serratia Ballantyne, 2019[10]
  - Geslacht Triangulara Pimpasalee, 2016[20]
  - Geslacht Trisinuata Ballantyne in Ballantyne & Lambkin, 2013[7]
- Tribus Pristolycini Winkler, 1953
  - Geslacht Pristolycus Gorham, 1883